# Porphyrinia parva
Porphyrinia parva är en fjärilsart som beskrevs av Philogène Auguste Joseph Duponchel 1836. Porphyrinia parva ingår i släktet Porphyrinia och familjen nattflyn. Inga underarter finns listade i Catalogue of Life.

## Bildgalleri

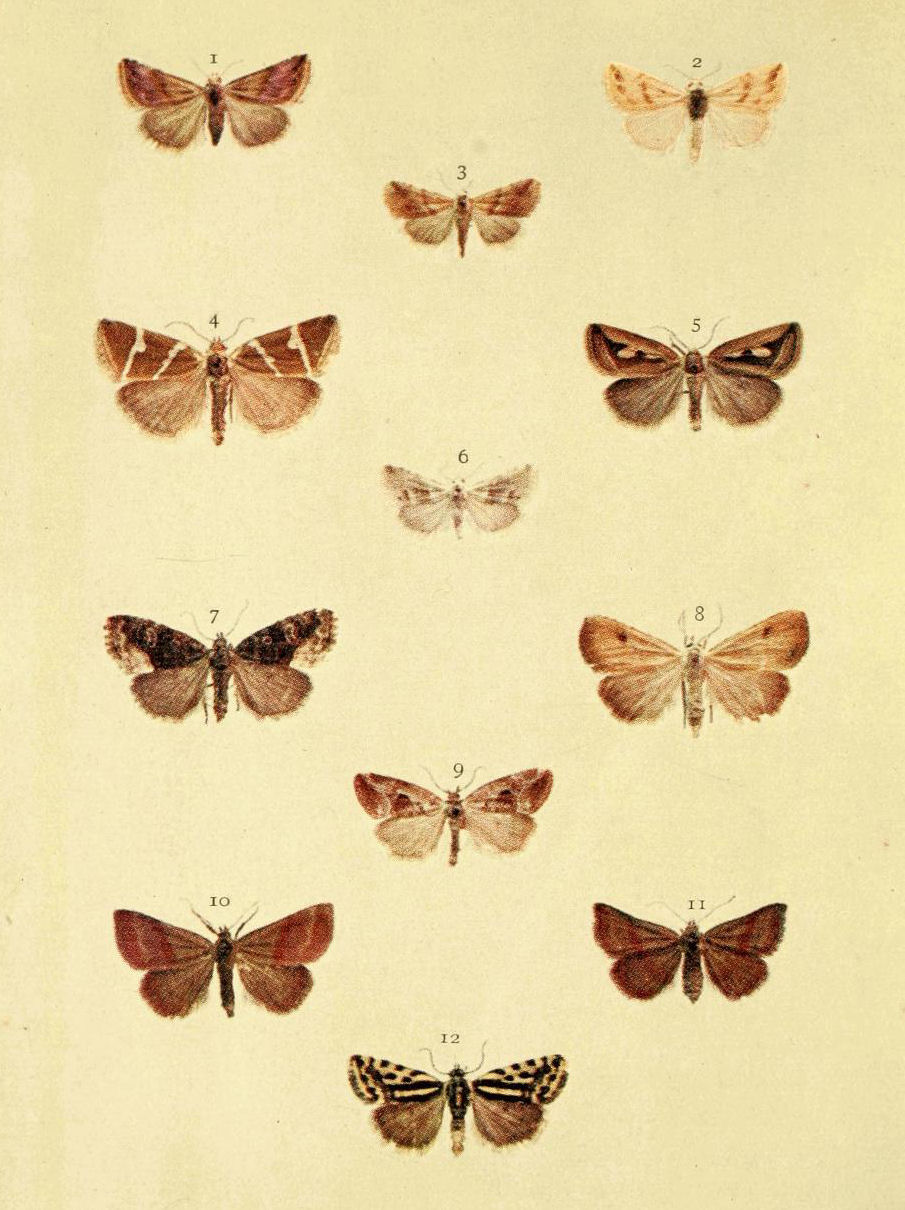